# Actaea racemosa
Actaea racemosa (L., 1753) è una pianta appartenente alla famiglia delle Ranunculaceae, diffusa in Nordamerica.

## Descrizione
Actea racemosa, più nota come Cimicifuga racemosa (nei paesi anglofoni nota anche come black cohosh, black bugbane, black snakeroot, o fairy candle), è una pianta erbacea perenne che, a completo accrescimento, può raggiungere i 3 m di altezza, con foglie trilobate di colore verde ed infiorescenze bianche raccolte in racemi. Il nome della pianta si riferisce all'odore poco gradevole delle infiorescenze che avrebbero la proprietà di allontanare gli insetti.

## Distribuzione
La pianta è originaria del Nordamerica, molto diffusa e spontanea negli Stati Uniti d'America, in particolare nella parte orientale del paese, ed in Canada. Oggi si trova anche in Europa e nell'Asia settentrionale ai margini di foreste, boschi aperti, siepi e argini.

## Usi

### Uso corrente
In medicina sono usati gli estratti delle parti sotterranee della pianta —il rizoma (Cimicifugae racemosae rhizoma) e la radice (Cimicifugae racemosae radix)— sono usati in medicina. I rizomi e le radici contengono varie saponine (saponine triterpeniche/glicosidi triterpenici come l'acteina), nonché acidi cimifugici e altri acidi fenolici carbossilici. Il principio attivo comprende l'estratto totale.
Nella maggior parte dei paesi europei, Cina, Malesia, Tailandia, Argentina e alcuni altri paesi, i prodotti a base di Cimicifuga racemosa sono disponibili come medicinali a base di erbe che sono stati approvati dalle autorità di regolamentazione garantendo qualità farmaceutica affidabile, sicurezza ed efficacia per il sollievo dei disturbi della menopausa come vampate di calore e sudorazione profusa. Negli Stati Uniti, in India e in alcuni altri paesi, l'estratto di Cimicifuga racemosa viene utilizzato come integratore alimentare commercializzato principalmente per le donne nel trattamento dei sintomi della menopausa e altri problemi ginecologici. Le meta-analisi delle prove finora raccolte supportano queste affermazioni sui disturbi della menopausa solo per i prodotti in possesso di un'autorizzazione all'immissione in commercio per questa indicazione, mentre non esistono prove scientifiche di alta qualità a sostegno di tali usi per altri prodotti. Per i medicinali erboristici autorizzati a base di Cimicifuga racemosa, alcune studi clinici mostrano ulteriori effetti benefici sui disturbi del sonno associati a vampate di calore e attacchi di sudorazione profusa.
Una recensione pubblicata da Cochrane nel 2012 è stata piuttosto cauta con i risultati precedenti e l'efficacia dei preparati di Cimicifuga per i sintomi della menopausa. La revisione Cochrane ha incluso e confrontato preparati di qualità molto diverse (vale a dire medicinali testati, prodotti senza autorizzazione all'immissione in commercio e integratori alimentari); anche le indicazioni per l'uso variavano. Inoltre, sono stati inclusi studi condotti con prodotti ottenuti da varietà di Cimicifuga non identificate. Inoltre, diversi studi pubblicati non sono stati nemmeno presi in considerazione o sono stati esclusi senza giustificazione.
Meta-analisi esaustive hanno dimostrato l'efficacia dei medicinali a base di Cimicifuga per i sintomi della menopausa, in particolare quelli contenenti un estratto isopropanolico (iCR). Una review del 2013 è stata la prima a includere tutte le pubblicazioni complete dal 2000 al 2012 e a differenziare i preparati di Cimicifuga per tipo di estratto, stato e indicazione. Secondo questa revisione, solo i medicinali standardizzati, testati e approvati potrebbero fornire prove (fitoterapia razionale) e un profilo rischio-beneficio positivo. Studi più recenti con un estratto etanolico hanno anche dimostrato un impatto positivo sugli effetti della menopausa a medio e lungo termine come aumento di peso e disturbi metabolici.
I medicinali che contengono un estratto isopropanolico di Cimicifuga racemosa (iCR) sono adatti anche per i pazienti che soffrono di sintomi della menopausa dopo la terapia del cancro al seno, anche se è bene che le donne ne parlino prima con il proprio medico curante. La sopravvivenza libera da ricadute dopo il cancro al seno non è compromessa; semmai, medicinali a base di Cimicifuga racemosa potrebbero probabilmente promuovere la sopravvivenza libera da ricadute.

### Sicurezza dei farmaci ed effetti collaterali
Il Comitato per i medicinali a base di erbe (HMPC) presso l'Agenzia europea per i medicinali (EMA) ha riassunto le reazioni avverse ai medicinali a base di erbe a base di Cimicifuga racemosa, menzionando reazioni cutanee allergiche (orticaria, prurito, esantema), edema facciale ed edema periferico e sintomi gastrointestinali (cioè disturbi dispeptici, diarrea).
Sono disponibili studi sulla sicurezza a lungo termine dell'uso di medicinali a base di erbe a base di Cimicifuga racemosa. Non mostrano effetti dannosi sul tessuto mammario, endometrio o nelle dono sopravvissute al cancro al seno. Al contrario, tali studi non sono stati pubblicati per gli integratori alimentari a base di Cimicifuga racemosa. La maggior parte della Cimicifuga racemosa viene raccolta in natura. La mancanza di un'adeguata autenticazione e l'adulterazione dei preparati commerciali da parte di altre specie vegetali sono fattori di rischio negli integratori alimentari e una questione critica per il controllo di qualità nei medicinali a base di erbe in possesso di un'autorizzazione all'immissione in commercio.
In tutto il mondo, casi molto rari di danno epatico, tra cui epatite, insufficienza epatica ed enzimi epatici elevati, sono stati associati all'uso di Cimicifuga racemosa, sebbene una relazione causa-effetto rimanga indefinita. Milioni di donne hanno assunto Cimicifuga racemosa senza riportare effetti negativi sulla salute, e una meta-analisi di studi clinici non ha trovato prove che i preparati di Cimicifuga racemosa avessero effetti negativi sulla funzionalità epatica. I foglietti illustrativi di fitomedicinali a base di Cimicifuga racemosa avvertono che le persone con problemi al fegato non devono assumerlo, anche se una meta-analisi del 2011 delle prove di ricerca ha suggerito che questa preoccupazione potrebbe essere infondata. Altri studi hanno concluso che è improbabile un danno al fegato dovuto all'uso di Cimicifuga racemosa. Il quadro clinico è simile a quello di un'epatite autoimmune con necrosi delle cellule epatiche centrolobulari, che può essere trattata con corticosteroidi.

### Fitochimica e Farmacologia
I rizomi e le radici di Cimicifuga racemosa contengono diverse sostanze fitochimiche, in particolare varie saponine (saponine triterpeniche/glicosidi triterpenici come l'acteina), nonché acidi cimifugici e altri acidi fenolici carbossilici. La parte farmacologicamente attiva comprende l'estratto totale. In passato, proprietà simili agli estrogeni venivano attribuite ai preparati a base di questa droga. Tuttavia, la formononetina —un composto fitoestrogeno (isoflavone)— è stata rilevata solo negli estratti metanolici e non è stata trovata negli estratti etanolici o isopropanolici di Cimicifuga racemosa. Oggi è possibile escludere un meccanismo d'azione simile agli estrogeni. Per quanto riguarda l'attenuazione dei sintomi della menopausa, l'attività sul sistema nervoso centrale è stata sospettata già nel 2003, e da allora è stato confermato con dati preclinici e clinici.